# Facelift (Alice in Chains)
| Recensione         | Giudizio |
| ------------------ | -------- |
| AllMusic           | [ 1 ]    |
| Sputnikmusic       | [ 4 ]    |
| Metal Storm        | [ 5 ]    |
| RockAlbum.tk       | [ 6 ]    |
| The Metal Observer | [ 7 ]    |

Facelift è il primo album in studio del gruppo musicale statunitense Alice in Chains, pubblicato il 21 agosto 1990 dalla Columbia Records.
Primo album del movimento grunge a ricevere un disco d'oro per le vendite l'11 settembre 1991, è stato premiato triplo disco di platino il 5 agosto 2022.

## Descrizione
Pubblicato circa un anno prima di Nevermind dei Nirvana, Facelift può essere considerato l'album che ha permesso alla scena grunge di Seattle di uscire dalla nicchia fino ad occupare una fetta centrale del mercato musicale per buona parte dei primi anni Novanta; un fattore determinante per il successo del disco fu la grande esposizione su MTV ricevuta dal videoclip di Man in the Box, canzone che si guadagnò anche una nomination ai Grammy Awards 1992.
Il sound che contraddistinguerà la band è già presente: le influenze dell'heavy metal vengono miscelate al suono sporco del grunge, il tutto completato dalla voce cupa e malinconica di Layne Staley. 
L'album è dedicato al cantante dei Mother Love Bone Andrew Wood, scomparso nel marzo 1990.

## Tracce
1. We Die Young – 2:32 (Jerry Cantrell)
2. Man in the Box – 4:46 (testo: Layne Staley – musica: Jerry Cantrell)
3. Sea of Sorrow – 5:49 (Jerry Cantrell)
4. Bleed the Freak – 4:01 (Jerry Cantrell)
5. I Can't Remember – 3:42 (testo: Layne Staley, Jerry Cantrell – musica: Jerry Cantrell)
6. Love, Hate, Love – 6:27 (testo: Layne Staley – musica: Jerry Cantrell)
7. It Ain't Like That – 4:37 (testo: Jerry Cantrell – musica: Jerry Cantrell, Mike Starr, Sean Kinney)
8. Sunshine – 4:44 (Jerry Cantrell)
9. Put You Down – 3:16 (Jerry Cantrell)
10. Confusion – 5:44 (testo: Layne Staley – musica: Jerry Cantrell, Mike Starr)
11. I Know Somethin' ('Bout You) – 4:21 (Jerry Cantrell)
12. Real Thing – 4:03 (testo: Layne Staley – musica: Jerry Cantrell)

## Formazione
- Layne Staley - voce
- Jerry Cantrell - chitarra elettrica, voce
- Mike Starr - basso, seconda voce su Confusion
- Sean Kinney - batteria

## Classifiche
| Classifica (1991) | Posizione massima |
| ----------------- | ----------------- |
| Germania          | 41                |
| Stati Uniti       | 42                |
| Classifica (2021) | Posizione massima |
| Italia            | 88                |